# Heodes tibetanus
Heodes tibetanus är en fjärilsart som beskrevs av Evans. Heodes tibetanus ingår i släktet Heodes och familjen juvelvingar. Inga underarter finns listade i Catalogue of Life.